# Christoph Martin von Degenfeld

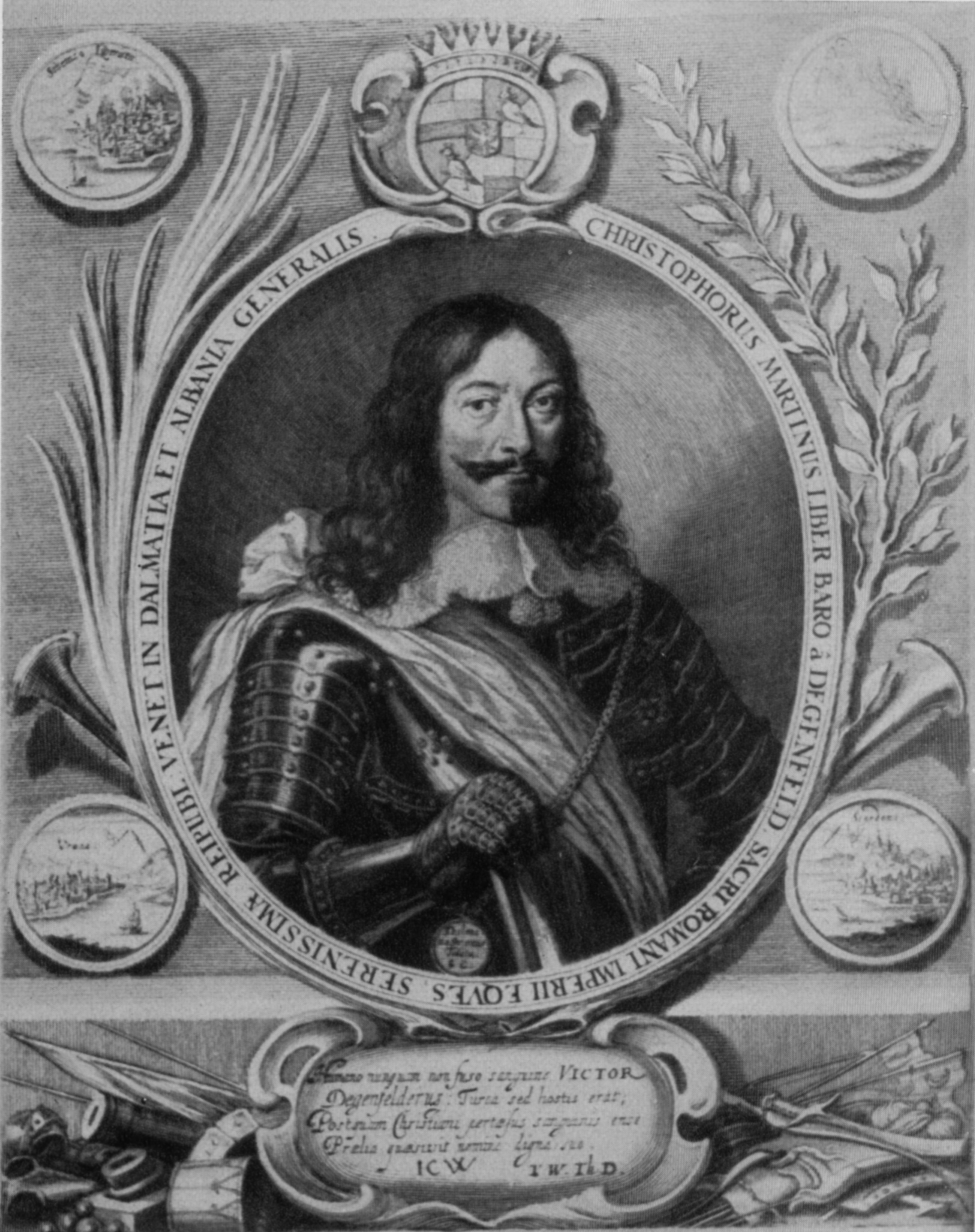
Christoph Martin von Degenfeld

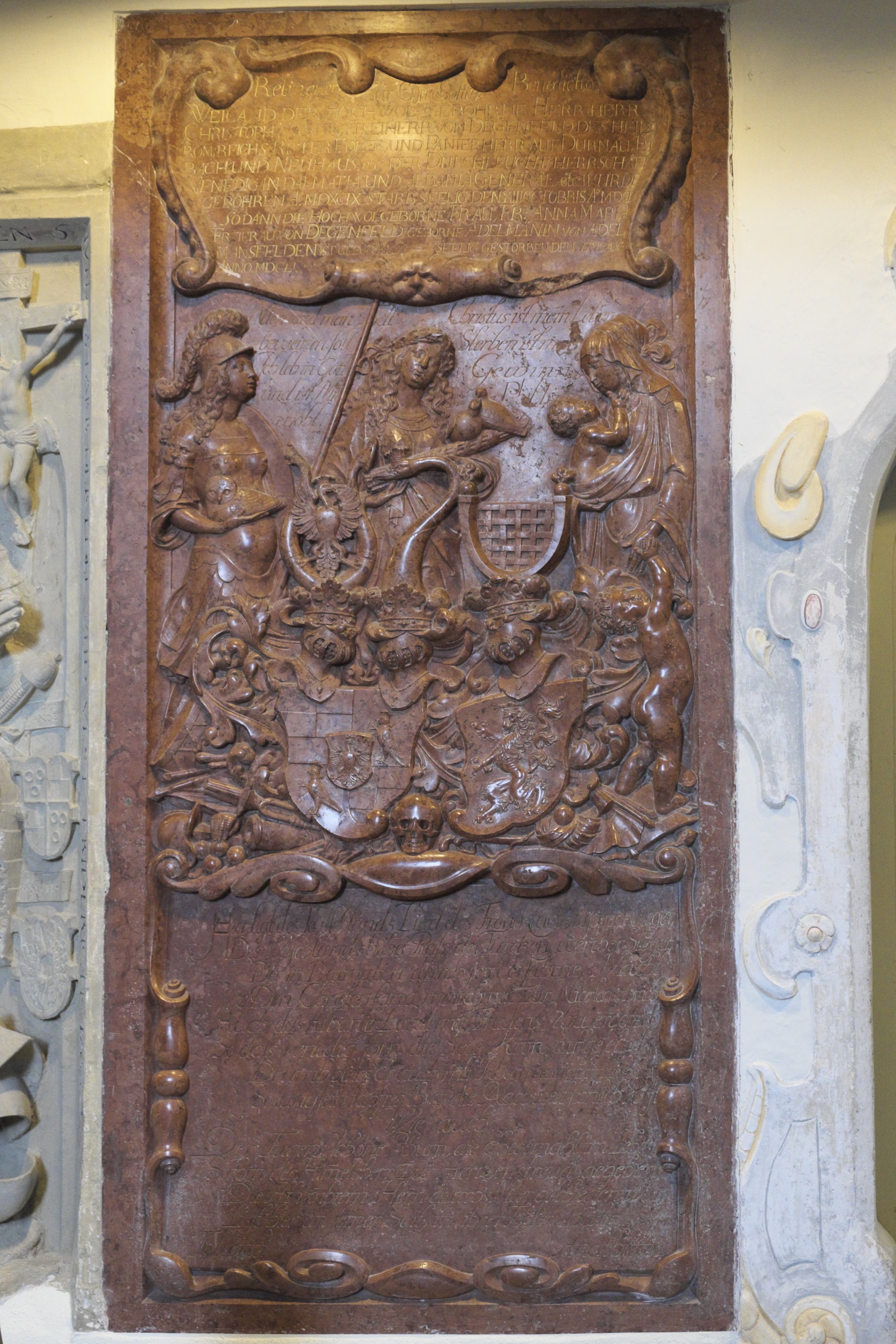
Epitaph für Christoph Martin von Degenfeld in der Kirche St. Cyriakus in Dürnau

Christoph Martin Freiherr von Degenfeld (* 1599 in Eybach; † 13. Oktober 1653 in Dürnau) war ein bedeutender Feldherr im Dreißigjährigen Krieg und im 6. Venezianischen Türkenkrieg.

## Leben
Christoph Martin von Degenfeld wurde 1599 auf Hohen-Eybach als vierter Sohn von Konrad von Degenfeld († 1600) und Margarethe, geb. von Züllnhart († 1608) geboren. Der Vater wurde im Oktober 1600 vom Schorndorfer Obervogt erstochen, als Christoph Martin noch kein Jahr alt war. Der Großvater Christoph von Degenfeld verstarb 1604 und die Mutter 1608. Christoph Martin erhielt daher gemeinsam mit den beiden nach dem Tod der Mutter noch lebenden älteren Brüdern eine standesgemäße Erziehung beim Bruder der Mutter, Niklas von Züllnhart zu Dürnau, und Ausbildung auf verschiedenen Universitäten und auf Reisen: 1613 war er in Straßburg, 1614 in Jena, 1615 in Gießen, 1616 in Tübingen und 1617 in Genf. Von dort bereiste er Frankreich, Holland und England.
Nach Ausbruch des Dreißigjährigen Krieges 1618 kehrte er in die Heimat zurück und diente 1619 in der Leibkompanie zu Pferd des Markgrafen Karl zu Baden-Durlach. 1621 trat er mit seinem Bruder Christoph Wolfgang in den kaiserlichen Heeresdienst. 1624 war er bereits Kompanieführer, danach war er Rittmeister eines Kürassier-Regiments und kämpfte unter Wallenstein in Ungarn gegen den Fürsten Gábor Bethlen. Später kämpfte er als Rittmeister unter Tillys Befehl gegen den Grafen Ernst von Mansfeld, zeichnete sich in den Schlachten bei Wimpfen und Höchst aus, woraufhin ihm der Oberstwachtmeistertitel verliehen wurde und er die Siegesnachricht an den Kaiserhof nach Wien zu überbringen hatte, wo ihm, seinem Bruder Christoph Wolfgang und ihrem Vetter Christoph Jacob im Jahr 1625 von Ferdinand II. u. a. gestattet wurde, das uralte Prädikat „Freiherr“, das der Familie vor längerer Zeit verloren gegangen war, wieder zu führen.
Zeitweise diente Degenfeld unter Ambrosio Spinola in den Niederlanden und war an der vergeblichen Belagerung von Bergen op Zoom beteiligt. Nach der Rückkehr in Tillys Armee kämpfte er im Feldzug gegen König Christian IV. von Dänemark im August 1626 in der Schlacht bei Lutter.
Der älteste Bruder, Christoph Wilhelm, war 1624 gestorben, der andere Bruder Christoph Wolfgang fiel in der Schlacht von Mantua 1631. Dadurch erbte Christoph Martin, obwohl er der jüngste der Brüder war, den väterlichen Besitz. Außerdem erbte er von seinem 1623 verstorbenen Onkel Niklas von Züllnhart die Herrschaften Dürnau und Gammelshausen.
Obwohl die Grafen von Degenfeld mit Christoph Martins Urgroßvater Martin von Degenfeld schon vor Mitte des 16. Jahrhunderts zur Reformation übergetreten waren, wurden die drei Brüder ab 1608 unter der Obhut von Niklas von Züllnhart katholisch erzogen. Auch Christoph Martins Frau, Anna Maria von Adelmann, die er 1629 heiratete, entstammte einer katholischen Familie. 1632 trat Christoph Martin in die Dienste von König Gustav II. Adolf von Schweden und damit wieder zum Protestantismus über. Für den Schwedenkönig stellte Degenfeld zwei Reiterregimenter auf, deren Oberst er wurde und mit denen er an den Schlachten bei Nürnberg und bei Lützen teilnahm. 1633 war er mit seinen zwei Regimentern im Heer des Feldmarschalls Gustaf Graf Horn bei der Belagerung von Villingen und beim Vormarsch auf Tuttlingen beteiligt. Für seine kriegerischen Erfolge erhielt er einige der von den Schweden eroberten Gebiete: Krapfenberg, Straßberg und Lautlingen sowie die geistlichen Gebiete der Stadt Gmünd und des Prämonstratenserstifts Schussenried.
Die Folgen der Nördlinger Schlacht kehrten – zumindest in Süddeutschland – sofort alle Verhältnisse um: ganz Schwaben wurde von den Kaiserlichen eingenommen und wie so viele andere gingen auch die Degenfeldschen Güter verloren, sowohl die zersplitterten Neuerwerbungen als auch die Erbgüter. Die Schlösser Hohen-Eybach und Dürnau wurden von den kaiserlichen Truppen niedergebrannt, das Degenfeldsche Familienarchiv verbrannte in Schorndorf.
Der Freiherr trat aus schwedischen Diensten aus und flüchtete im Herbst 1634 mit seiner Familie nach Straßburg, wo ihm angeboten wurde, in französische Dienste zu treten. Mit einem Vertrag vom 5. Dezember 1634 verpflichtete er sich zur Aufstellung von zwei Reiterregimentern, in die viele seiner früheren deutschen Reiter eintraten. Im Jahr 1635 erhielt er die Stellung eines „colonel général de la cavallerie étrangère“ (Oberster General der fremden Reiterei im französischen Heer) und damit das Kommando über 16 Regimenter, mit denen er sich bei mehreren Gelegenheiten auszeichnete, u. a. im Gefecht bei Tavon.
Intrigen und Anfechtungen veranlassten ihn, den französischen Dienst 1642 zu verlassen. Er strebte danach, durch kaiserliche Gnade wieder in den Besitz seiner verlorenen Erbgüter zu kommen und betrieb entsprechende erfolgreiche Verhandlungen von Genf aus, wo ihm aber auch angeboten wurde, in die Dienste der Republik Venedig zu treten. Degenfeld verpflichtete sich zu siebenjährigem Dienst und traf am 14. Dezember 1642 in Venedig ein. Beim von Venedig für den Herzog von Parma gegen Papst Urban VIII. geführten Krieg um Castro wurde er zum General der Reiterei der Republik ernannt. Der Feldzug endete ohne nennenswerte Schlachten 1645. Danach wurde er im sehr bald ausbrechenden Krieg gegen die Türken zum Generalgouverneur von Dalmatien und Albanien ernannt. Er landete, begleitet von seinem ältesten Sohn Ferdinand, im August 1645 in Zara. Trotz der knapp zugemessenen Streitkräfte, die die misstrauische Republik ihren kommandierenden Generalen bewilligte, gelang es Degenfeld durch Geschick und persönliche Führung in den Jahren 1645 und 1646, entscheidende Erfolge über die Türken zu erringen und ganz Dalmatien zu retten. Er hielt die Stadt Sebenico gegen eine erdrückende Übermacht und drängte die Türken anschließend in einem verlustreichen Kleinkrieg aus Albanien zurück.
Venedig überhäufte den siegreichen Feldherrn mit Ehrungen. Eine Medaille wurde anlässlich der Rettung Dalmatiens geprägt und Degenfeld an einer 3½ Pfund schweren goldenen Kette überreicht. In den Straßen Dalmatiens wurde er mit dem Ruf „Viva il barone“ gefeiert. 1648 kehrte er nach Venedig zurück und nahm im nächsten Jahr, in dem sein siebenjähriger Vertrag zu Ende ging, seinen Abschied, der ihm unter vielfachen Ehrenbezeugungen gewährt wurde. Seine Gesundheit hatte unter den vielen Strapazen und dem ungewohnten Klima angefangen zu leiden und Degenfeld wurde häufig von Gichtanfällen geplagt.
Seine Güter in Schwaben, die vernachlässigt und halb zerstört waren, erforderten seine Anwesenheit. Nach seiner Ankunft in Eybach ging er daran, Güter und Gebäude wieder instand zu setzen. Bis zur Wiederherstellung des Schlosses in Dürnau wohnte er in Göppingen. Die Republik Venedig versuchte mehrfach, Degenfeld nochmals für ihre Dienste gewinnen zu können, doch seine Gesundheit erlaubte es ihm nicht. So konnte er lediglich eine 2000 Mann starke Truppe für die Republik anwerben, die im Herbst 1651 ohne ihn nach Venedig ging. Am 26. August 1651 starb seine Frau. 1652 war er in Regensburg, anlässlich der Wahl des römisch-deutschen Königs Ferdinand IV., der sich für Degenfelds Kriegführung in Dalmatien interessierte.
Christoph Martin von Degenfeld starb am 13. Oktober 1653. Sein Epitaph befindet sich in der Kirche St. Cyriakus in Dürnau und preist ihn als „des Teutschland Zier, des Frankreichs tapfrer Krieger, des Welschland hoher Preiß, der Türken werther Sieger“.

## Nachkommen
Degenfeld war verheiratet mit Anna Maria Adelmann von Adelmannsfelden, mit der er zehn Kinder hatte:
- Ferdinand (1629–1710) der älteste Sohn, ging als Sechzehnjähriger mit dem Vater nach Dalmatien und erblindete dort durch eine Schussverletzung. Er kehrte an den Hof des Kurfürsten Karl Ludwig von der Pfalz zurück und erhielt trotz seiner Blindheit hohe Ehrenstellen. Er starb 1710 in Venedig.
- Marie Luise (1634–1677, geb. auf der Flucht in Straßburg) heiratete den Kurfürsten und erhielt den Titel Raugräfin.
- Maximilian (1645–1697), kurpfälzischer Geheimrat, starb als einziger – 1697 – eines natürlichen Todes und wurde der Stammhalter des Geschlechts

⚭ Amalie von Landas (1647–1683)
⚭ 1686 Margarete Helena von Canstein (1665–1746)
- Gustav (* 12. Dezember 1633; † 1659) fiel als schwedischer Oberst beim Sturm auf Kopenhagen 1659
- Adolf (* 20. Januar 1640; † 1668)  stand in venezianischen Diensten und erlag in Candia einer Verwundung
- Christoph (* 8. Oktober 1641; † 1685) erhielt nach dem Tod seines Bruders Adolf dessen Regiment in Candia und mehrere Wunden, die ihm zwar die Rückkehr in die Heimat erlaubten, an deren Folgen er aber letztendlich verstarb ⚭ Juliane Susanne von Neideck (Neidegg)
- Hannibal (1648–1691), der jüngste Sohn, wurde ebenfalls Soldat und stand als Generalkapitän gegen die Türken in venezianischen Diensten ⚭ Anna Marie von Gersdorf
- Isabella Sophie (* 31. März 1631)

⚭ Ferdinand Albrecht von Liebenstein
⚭ Georg Wilhelm von Brunn (auch: von Bunnen im Herrenkopf und Haselberg)
- Charlotte Christina (* 2. September 1636) ⚭ Franz von Welden
- Anna Katharina (* 9. Februar 1638; † 1712) ⚭  Christoph Albrecht von Wollmershausen (1649–1708)

siehe auch: Grafen von Degenfeld